# Puchar Heinekena (1996/1997)
Puchar Heinekena 1996/1997 – druga edycja Pucharu Heinekena, pierwszego poziomu europejskich klubowych rozgrywek w rugby union. Zawody odbyły się w dniach 12 października 1996 – 25 stycznia 1997 roku.
Najwięcej punktów w sezonie zdobył Richard Dourthe, w klasyfikacji przyłożeń zwyciężył zaś Sebastien Carrat.

## Faza grupowa

### Grupa A
| 12 października 199614:30 | Pontypridd                                    | 28:22(15:16) | Benetton                         | Sardis Road, Pontypridd Widzów: 3 500 Sędzia: Steve Lander |
| 12 października 199614:30 | Martyn Williams 5 (P) Neil Jenkins 23 (pd 7K) | 28:22(15:16) | Francesco Mazzariol 22 (P pd 5K) | Sardis Road, Pontypridd Widzów: 3 500 Sędzia: Steve Lander |

| 12 października 199615:00 | Bath | 55:26(38:9) | Edynburg                                     | The Recreation Ground, Bath Widzów: 6 500 Sędzia: Gareth Simmonds |
| 12 października 199615:00 | Adedayo Adebayo 5 (P) Andy Robinson 5 (P) Jeremy Guscott 10 (2P) Jonathan Callard 25 (P 7pd 2K) Steve Ojomoh 5 (P) Victor Ubogu 5 (P) | 55:26(38:9) | Derrick Lee 5 (P) Duncan Hodge 21 (P 2pd 4K) | The Recreation Ground, Bath Widzów: 6 500 Sędzia: Gareth Simmonds |

| 16 października 199619:00 | Edynburg                                | 10:32(0:15) | Pontypridd                                                                    | Myreside, Edynburg Widzów: 3 000 Sędzia: Roger Duhau |
| 16 października 199619:00 | Duncan Hodge 5 (pd K) Steven Reed 5 (P) | 10:32(0:15) | Neil Jenkins 7 (2pd K) Paul Owen 5 (P) Simon Enoch 15 (3P) Steele Lewis 5 (P) | Myreside, Edynburg Widzów: 3 000 Sędzia: Roger Duhau |

| 16 października 199620:00 | Benetton                                           | 14:34(9:17) | Dax | Stadio comunale di Monigo, Treviso Widzów: 1 000 Sędzia: Robert Davies |
| 16 października 199620:00 | Francesco Mazzariol 9 (3K) Leonardo Perziano 5 (P) | 14:34(9:17) | Fabrice Duberger 5 (P) Frederic Tauzin 7 (P pd) Olivier Magne 5 (P) Richard Dourthe 12 (3pd 2K) Ugo Mola 5 (P) | Stadio comunale di Monigo, Treviso Widzów: 1 000 Sędzia: Robert Davies |

| 19 października 199614:30 | Pontypridd                              | 19:6(13:3) | Bath                    | Sardis Road, Pontypridd Widzów: 7 000 Sędzia: Jim Fleming |
| 19 października 199614:30 | Neil Jenkins 14 (pd 4K) Paul John 5 (P) | 19:6(13:3) | Jonathan Callard 6 (2K) | Sardis Road, Pontypridd Widzów: 7 000 Sędzia: Jim Fleming |

| 20 października 199614:30 | Dax | 69:12(31:9) | Edynburg             | Stade Maurice Boyau, Dax Widzów: 8 000 Sędzia: Leo Mayne |
| 20 października 199614:30 | Mathieu Dourthe 10 (2P) Olivier Magne 10 (2P) Patrice Labeyrie 10 (2P) Richard Dourthe 34 (3P 8pd K) Ugo Mola 5 (P) | 69:12(31:9) | Duncan Hodge 12 (4K) | Stade Maurice Boyau, Dax Widzów: 8 000 Sędzia: Leo Mayne |

| 26 października 199615:00 | Bath                                                         | 25:16(16:13) | Dax                                       | The Recreation Ground, Bath Widzów: 8 000 Sędzia: Bertie Smith |
| 26 października 199615:00 | Henry Paul 5 (P) Jonathan Callard 17 (pd 5K) Mike Catt 3 (K) | 25:16(16:13) | Richard Dourthe 11 (pd 3K) Ugo Mola 5 (P) | The Recreation Ground, Bath Widzów: 8 000 Sędzia: Bertie Smith |

| 27 października 199614:30 | Edynburg                                                                               | 23:43(11:26) | Benetton | Myreside, Edynburg Widzów: 1 500 Sędzia: Tony Spreadbury |
| 27 października 199614:30 | Alistair Donaldson 5 (P) Andrew Lucking 5 (P) Derrick Lee 5 (P) Duncan Hodge 8 (pd 2K) | 23:43(11:26) | Alessandro Troncon 10 (2P) Andrea Sgorlon 5 (P) Francesco Mazzariol 13 (P 4pd) Giovanni Grespan 5 (P) Leonardo Perziano 10 (2P) | Myreside, Edynburg Widzów: 1 500 Sędzia: Tony Spreadbury |

| 2 listopada 199614:30 | Benetton                                                                                                  | 27:50(8:28) | Bath                                                                                      | Stadio comunale di Monigo, Treviso Widzów: 2 500 Sędzia: Daniel Gillet |
| 2 listopada 199614:30 | Alessandro Troncon 5 (P) Francesco Mazzariol 12 (P 2pd K) Ivan Francescato 5 (P) Pier Flavio Donati 5 (P) | 27:50(8:28) | Adedayo Adebayo 10 (2P) Charlie Harrison 2 (pd) Dave Hilton 5 (P) Mike Catt 33 (4P 5pd K) | Stadio comunale di Monigo, Treviso Widzów: 2 500 Sędzia: Daniel Gillet |

| 2 listopada 199619:30 | Dax                                       | 22:18(12:7) | Pontypridd           | Stade Maurice Boyau, Dax Widzów: 9 000 Sędzia: Chuck Muir |
| 2 listopada 199619:30 | Richard Dourthe 17 (pd 5K) Ugo Mola 5 (P) | 22:18(12:7) | Neil Jenkins 18 (6K) | Stade Maurice Boyau, Dax Widzów: 9 000 Sędzia: Chuck Muir |

### Grupa B
| 12 października 199614:30 | Llanelli                                                                        | 34:17(16:17) | Leinster                                                                               | Stradey Park, Llanelli Widzów: 2 800 Sędzia: John Bacigalupo |
| 12 października 199614:30 | Chris Wyatt 5 (P) Frano Botica 19 (2pd 5K) Neil Boobyer 5 (P) Rupert Moon 5 (P) | 34:17(16:17) | Darragh O’Mahony 5 (P) Patrick Gavin 5 (P) Peter McKenna 5 (P) Richard Governey 2 (pd) | Stradey Park, Llanelli Widzów: 2 800 Sędzia: John Bacigalupo |

| 12 października 199617:00 | Pau | 85:28 | Border                                                                                           | Stade du Hameau, Pau Widzów: 3 000 Sędzia: Gordon Black |
| 12 października 199617:00 | Alain Lagouarde 5 (P) Benjamin Lhande 20 (4P) Christophe Paille 5 (P) David Aucagne 26 (2P 5pd 2K) Nicolas Brusque 9 (P 2pd) Scott Keith 10 (2P) Thierry Cleda 5 (P) | 85:28 | Carl Hogg 5 (P) Colin Turnbull 5 (P) Gary Parker 8 (4pd) Mark Moncrieff 5 (P) Scott Nichol 5 (P) | Stade du Hameau, Pau Widzów: 3 000 Sędzia: Gordon Black |

| 16 października 199618:45 | Leinster              | 10:27(10:13) | Leicester Tigers                                                                  | Lansdowne Road, Dublin Widzów: 3 500 Sędzia: Joël Dumé |
| 16 października 199618:45 | Alan McGowan 5 (pd K) | 10:27(10:13) | Aadel Kardooni 5 (P) Graham Rowntree 5 (P) John Wells 5 (P) Rob Liley 12 (3pd 2K) | Lansdowne Road, Dublin Widzów: 3 500 Sędzia: Joël Dumé |

| 16 października 199619:00 | Border              | 24:16(3:9) | Llanelli                                      | Mansfield Park, Hawick Widzów: 2 000 Sędzia: Graham Crothers |
| 16 października 199619:00 | Gary Parker 24 (8K) | 24:16(3:9) | Andrew Richards 5 (P) Frano Botica 11 (pd 3K) | Mansfield Park, Hawick Widzów: 2 000 Sędzia: Graham Crothers |

| 19 października 199614:30 | Llanelli                                                                           | 31:15(21:12) | Pau                                                                   | Stradey Park, Llanelli Widzów: 3 000 Sędzia: Steve Lander |
| 19 października 199614:30 | Frano Botica 16 (P 4pd K) Neil Boobyer 5 (P) Rupert Moon 5 (P) Stephen Jones 5 (P) | 31:15(21:12) | David Aucagne 5 (pd K) Nicolas Brusque 5 (P) Sebastien Claverie 5 (P) | Stradey Park, Llanelli Widzów: 3 000 Sędzia: Steve Lander |
| 19 października 199614:30 | Iwan Jones                                                                         | 31:15(21:12) | Frederic Torossian · Nicolas Bacque                                   | Stradey Park, Llanelli Widzów: 3 000 Sędzia: Steve Lander |

| 19 października 199615:00 | Leicester Tigers | 43:3(14:3) | Border            | Welford Road, Leicester Widzów: 4 609 Sędzia: Gareth Simmonds |
| 19 października 199615:00 | Dorian West 5 (P) Eric Miller 5 (P) John Liley 5 (P) Matt Poole 5 (P) Rob Liley 13 (5pd K) Rory Underwood 5 (P) Steve Hackney 5 (P) | 43:3(14:3) | Gary Parker 3 (K) | Welford Road, Leicester Widzów: 4 609 Sędzia: Gareth Simmonds |

| 26 października 199614:30 | Border                                                               | 25:34(22:11) | Leinster                                                                           | The Greenyards, Melrose Widzów: 3 500 Sędzia: Stuart Piercy |
| 26 października 199614:30 | Gary Parker 15 (P 2pd 2K) Malcolm Changleng 5 (P) Scott Aitken 5 (P) | 25:34(22:11) | Alan McGowan 19 (P pd 4K) Ciaran Clarke 5 (P) Dean Oswald 5 (P) Denis Hickie 5 (P) | The Greenyards, Melrose Widzów: 3 500 Sędzia: Stuart Piercy |

| 26 października 199616:45 | Pau                                    | 14:19(14:6) | Leicester Tigers                      | Stade du Hameau, Pau Widzów: 9 000 Sędzia: Iain Ramage |
| 26 października 199616:45 | David Aucagne 9 (dg 2K) Joel Rey 5 (P) | 14:19(14:6) | Leon Lloyd 5 (P) Rob Liley 14 (pd 4K) | Stade du Hameau, Pau Widzów: 9 000 Sędzia: Iain Ramage |

| 2 listopada 199614:30 | Leinster                                     | 25:23(16:15) | Pau                                                                         | Donnybrook Stadium, Dublin Widzów: 4 000 Sędzia: Peter Bolland |
| 2 listopada 199614:30 | Alan McGowan 20 (pd 6K) Kurt McQuilkin 5 (P) | 25:23(16:15) | Christophe Paille 5 (P) David Aucagne 13 (P pd 2K) Sebastien Claverie 5 (P) | Donnybrook Stadium, Dublin Widzów: 4 000 Sędzia: Peter Bolland |

| 2 listopada 199615:00 | Leicester Tigers                                                                                   | 25:16(10:9) | Llanelli                                        | Welford Road, Leicester Widzów: 11 000 Sędzia: Patrick Thomas |
| 2 listopada 199615:00 | Austin Healey 5 (P) Bill Drake-Lee 5 (P) Graham Rowntree 5 (P) Leon Lloyd 5 (P) Rob Liley 5 (pd K) | 25:16(10:9) | Frano Botica 11 (pd dg 2K) Matthew Wintle 5 (P) | Welford Road, Leicester Widzów: 11 000 Sędzia: Patrick Thomas |

### Grupa C
| 12 października 199617:15 | Brive                                              | 34:19(19:5) | Neath                                                        | Stade Amédée Domenech, Brive-la-Gaillarde Widzów: 5 000 Sędzia: Brian Campsall |
| 12 października 199617:15 | Sebastien Carrat 20 (4P) Sébastien Viars 14 (P 3K) | 34:19(19:5) | Chris Higgs 5 (P) Darren Morris 4 (2pd) Patrick Horgan 5 (P) | Stade Amédée Domenech, Brive-la-Gaillarde Widzów: 5 000 Sędzia: Brian Campsall |

| 13 października 199614:30 | Caledonia Reds                                                                           | 34:41(18:15) | Ulster                                                                                            | McDiarmid Park, Perth Widzów: 2 400 Sędzia: Jean-Christophe Gastou |
| 13 października 199614:30 | Jonathan Newton 3 (dg) Paul Rouse 5 (P) Rowan Shepherd 21 (P 2pd 4K) Stuart Grimes 5 (P) | 34:41(18:15) | David Humphreys 23 (2P 2pd dg 2K) Jan Cunningham 10 (2P) Stephen McKinty 5 (P) Stuart Laing 3 (K) | McDiarmid Park, Perth Widzów: 2 400 Sędzia: Jean-Christophe Gastou |

| 16 października 199619:00 | Ulster                     | 15:21(12:10) | Harlequins                                                    | Ravenhill Stadium, Belfast Widzów: 8 000 Sędzia: Ken McCartney |
| 16 października 199619:00 | David Humphreys 15 (dg 4K) | 15:21(12:10) | Daren O'Leary 5 (P) Mick Watson 5 (P) Will Carling 11 (pd 3K) | Ravenhill Stadium, Belfast Widzów: 8 000 Sędzia: Ken McCartney |

| 16 października 199619:15 | Neath                                                             | 27:18(13:3) | Caledonia Reds                              | The Gnoll, Neath Widzów: 2 000 Sędzia: John Pearson |
| 16 października 199619:15 | David Hawkins 5 (P) Geraint Davies 17 (pd 5K) Geraint Evans 5 (P) | 27:18(13:3) | Rowan Shepherd 13 (P pd 2K) Tom Smith 5 (P) | The Gnoll, Neath Widzów: 2 000 Sędzia: John Pearson |

| 19 października 199615:00 | Harlequins | 44:22(24:8) | Neath                                                             | Twickenham Stoop, Londyn Widzów: 3 500 Sędzia: Nicolas Lasaga |
| 19 października 199615:00 | Daren O'Leary 10 (2P) Jamie Williams 15 (3P) Laurent Cabannes 10 (2P) Peter Mensah 5 (P) Will Carling 4 (2pd) | 44:22(24:8) | Geraint Davies 7 (2pd K) Ian Boobyer 5 (P) Steve Williams 10 (2P) | Twickenham Stoop, Londyn Widzów: 3 500 Sędzia: Nicolas Lasaga |

| 20 października 199615:00 | Caledonia Reds | 30:32(8:14) | Brive | McDiarmid Park, Perth Widzów: 2 000 Sędzia: Nigel Whitehouse |
| 20 października 199615:00 | David Officer 5 (P) Jonathan Newton 2 (pd) Paul Rouse 5 (P) Philip Simpson 5 (P) Rowan Shepherd 8 (pd 2K) Stuart Grimes 5 (P) | 30:32(8:14) | Christophe Lamaison 9 (3pd K) David Venditti 3 (dg) Didier Casadei 5 (P) Gerald Fabre 5 (P) Sebastien Carrat 10 (2P) | McDiarmid Park, Perth Widzów: 2 000 Sędzia: Nigel Whitehouse |

| 26 października 199614:30 | Neath                                                               | 15:13(7:6) | Ulster                                          | The Gnoll, Neath Widzów: 2 000 Sędzia: Chuck Muir |
| 26 października 199614:30 | Geraint Davies 5 (pd K) Leighton Gerrard 5 (P) Steve Williams 5 (P) | 15:13(7:6) | David Humphreys 8 (pd 2K) Stephen McKinty 5 (P) | The Gnoll, Neath Widzów: 2 000 Sędzia: Chuck Muir |

| 27 października 199616:15 | Brive                                                                                             | 23:10(12:10) | Harlequins                                 | Stade Amédée Domenech, Brive-la-Gaillarde Widzów: 13 000 Sędzia: Brian Stirling |
| 27 października 199616:15 | Alain Penaud 3 (dg) Christophe Lamaison 12 (4K) Philippe Carbonneau 3 (dg) Sebastien Carrat 5 (P) | 23:10(12:10) | Paul Challinor 5 (P) Will Carling 5 (pd K) | Stade Amédée Domenech, Brive-la-Gaillarde Widzów: 13 000 Sędzia: Brian Stirling |

| 2 listopada 199614:30 | Ulster                   | 6:17(6:5) | Brive                                                                                        | Ravenhill Stadium, Belfast Widzów: 3 500 Sędzia: Huw Lewis |
| 2 listopada 199614:30 | David Humphreys 6 (dg K) | 6:17(6:5) | Francois Duboisset 5 (P) Romuald Paillat 2 (pd) Sebastien Carrat 5 (P) Sébastien Viars 5 (P) | Ravenhill Stadium, Belfast Widzów: 3 500 Sędzia: Huw Lewis |

| 2 listopada 199615:00 | Harlequins | 56:35(20:16) | Caledonia Reds                                                                            | Twickenham Stoop, Londyn Widzów: 3 751 Sędzia: Leo Mayne |
| 2 listopada 199615:00 | Daren O'Leary 10 (2P) Jamie Williams 10 (2P) Jim Staples 15 (3P) Paul Challinor 5 (P) Robbie Paul 5 (P) Will Carling 11 (4pd K) | 56:35(20:16) | David McIvor 10 (2P) David Officer 5 (P) Jonathan Newton 5 (P) Rowan Shepherd 15 (3pd 3K) | Twickenham Stoop, Londyn Widzów: 3 751 Sędzia: Leo Mayne |

### Grupa D
| 12 października 199615:00 | Munster                                    | 23:5 | Milan                   | Musgrave Park, Cork Widzów: 1 500 Sędzia: David Davies |
| 12 października 199615:00 | Brian Begley 20 (P 5K) Killian Keane 3 (K) | 23:5 | Federico Williams 5 (P) | Musgrave Park, Cork Widzów: 1 500 Sędzia: David Davies |

| 13 października 199615:00 | London Wasps        | 24:26(15:13) | Cardiff                                                           | Loftus Road, Londyn Widzów: 6 000 Sędzia: Brian Stirling |
| 13 października 199615:00 | Gareth Rees 24 (8K) | 24:26(15:13) | Emyr Lewis 5 (P) Jonathan Davies 11 (pd 2dg K) Rob Howley 10 (2P) | Loftus Road, Londyn Widzów: 6 000 Sędzia: Brian Stirling |

| 16 października 199619:15 | Cardiff                                                                                          | 48:18(24:18) | Munster                                                         | Cardiff Arms Park, Cardiff Widzów: 4 000 Sędzia: John Bacigalupo |
| 16 października 199619:15 | Emyr Lewis 15 (3P) Hemi Taylor 5 (P) Jonathan Davies 8 (4pd) Rob Howley 15 (3P) Simon Hill 5 (P) | 48:18(24:18) | Anthony Foley 5 (P) Brian Begley 8 (P K) Killian Keane 5 (pd K) | Cardiff Arms Park, Cardiff Widzów: 4 000 Sędzia: John Bacigalupo |

| 16 października 199620:30 | Milan                                                                     | 26:44(12:29) | Tuluza | Arena Civica, Mediolan Widzów: 500 Sędzia: Brian Campsall |
| 16 października 199620:30 | Diego Domínguez 16 (2pd 4K) Fabio Gomez 5 (P) Franco Properzi Curti 5 (P) | 26:44(12:29) | Christian Califano 5 (P) Christophe Deylaud 7 (P pd) David Berty 5 (P) Emile Ntamack 5 (P) Stephane Ougier 5 (P) Thomas Castaignede 12 (3pd 2K) | Arena Civica, Mediolan Widzów: 500 Sędzia: Brian Campsall |

| 19 października 199615:00 | Munster | 49:22(16:5) | London Wasps                                                                   | Thomond Park, Limerick Widzów: 6 000 Sędzia: Didier Mené |
| 19 października 199615:00 | Anthony Foley 5 (P) Ben Cronin 5 (P) Dominic Crotty 5 (P) Killian Keane 19 (P 4pd 2K) Mick Galwey 5 (P) Richard Wallace 5 (P) | 49:22(16:5) | Chris Sheasby 5 (P) Jon Ufton 7 (P pd) Matt Greenwood 5 (P) Shane Roiser 5 (P) | Thomond Park, Limerick Widzów: 6 000 Sędzia: Didier Mené |

| 19 października 199616:00 | Tuluza                                                                                                | 36:20(11:12) | Cardiff                               | Stade Ernest-Wallon, Tuluza Widzów: 10 000 Sędzia: Ray Megson |
| 19 października 199616:00 | Christophe Deylaud 3 (dg) David Berty 10 (2P) Emile Ntamack 5 (P) Thomas Castaignede 18 (P 2pd dg 2K) | 36:20(11:12) | Gareth Jones 5 (P) Lee Jarvis 15 (5K) | Stade Ernest-Wallon, Tuluza Widzów: 10 000 Sędzia: Ray Megson |
| 19 października 199616:00 | Patrick Soula                                                                                         | 36:20(11:12) |                                       | Stade Ernest-Wallon, Tuluza Widzów: 10 000 Sędzia: Ray Megson |

| 26 października 199615:00 | London Wasps | 77:17(23:10) | Tuluza                                                                                        | Loftus Road, Londyn Widzów: 8 000 Sędzia: Gareth Simmonds |
| 26 października 199615:00 | Alex King 10 (P pd dg) Andy Reed 5 (P) Chris Sheasby 5 (P) Jon Ufton 27 (6pd 5K) Nick Greenstock 10 (2P) Paul Sampson 5 (P) Shane Roiser 5 (P) Simon Mitchell 5 (P) | 77:17(23:10) | Christophe Deylaud 4 (2pd) Emile Ntamack 5 (P) Pascal Lasserre 5 (P) Thomas Castaignede 3 (K) | Loftus Road, Londyn Widzów: 8 000 Sędzia: Gareth Simmonds |

| 27 października 199615:00 | Cardiff                                                                                        | 41:19(23:13) | Milan                                              | Cardiff Arms Park, Cardiff Widzów: 3 000 Sędzia: Bernard Perez |
| 27 października 199615:00 | Justin Thomas 5 (P) Lee Jarvis 21 (3pd 5K) Mark Bennett 5 (P) Mike Hall 5 (P) Rob Howley 5 (P) | 41:19(23:13) | Alberto Marengoni 5 (P) Diego Domínguez 14 (pd 4K) | Cardiff Arms Park, Cardiff Widzów: 3 000 Sędzia: Bernard Perez |

| 2 listopada 199614:30 | Milan                                                                 | 23:33(16:12) | London Wasps                                                                           | Arena Civica, Mediolan Widzów: 1 200 Sędzia: Gordon Black |
| 2 listopada 199614:30 | Diego Domínguez 13 (2pd 3K) Fabio Gomez 5 (P) Marcello Cuttitta 5 (P) | 23:33(16:12) | Alex King 8 (P dg) Jon Ufton 10 (2pd 2K) Lawrence Dallaglio 5 (P) Paul Sampson 10 (2P) | Arena Civica, Mediolan Widzów: 1 200 Sędzia: Gordon Black |

| 2 listopada 199616:00 | Tuluza | 60:19(17:9) | Munster                                      | Stade Ernest-Wallon, Tuluza Widzów: 14 000 Sędzia: Tony Spreadbury |
| 2 listopada 199616:00 | Christian Califano 10 (2P) Christophe Deylaud 15 (6pd K) David Berty 5 (P) Emile Ntamack 10 (2P) Michel Marfaing 15 (3P) Stephane Ougier 5 (P) | 60:19(17:9) | David Corkery 5 (P) Killian Keane 14 (pd 4K) | Stade Ernest-Wallon, Tuluza Widzów: 14 000 Sędzia: Tony Spreadbury |

## Faza pucharowa
|  |                   |                  |                  |                  |    |                  |                  |          |  |  |       |       |       |
|  | Ćwierćfinał       | Ćwierćfinał      | Ćwierćfinał      |                  |    | Półfinał         | Półfinał         | Półfinał |  |  | Finał | Finał | Finał |
|  | Ćwierćfinał       | Ćwierćfinał      | Ćwierćfinał      |                  |    | Półfinał         | Półfinał         | Półfinał |  |  | Finał | Finał | Finał |
|  | 17 listopada 1996 |                  |                  |                  |    |                  |                  |          |  |  |       |       |       |
|  |                   |                  |                  |                  |    |                  |                  |          |  |  |       |       |       |
|  | Brive             | Brive            | 35               |                  |    |                  |                  |          |  |  |       |       |       |
|  | Brive             | Brive            | 35               | 05 stycznia 1997 |    |                  |                  |          |  |  |       |       |       |
|  | Llanelli          | Llanelli         | 14               |                  |    |                  |                  |          |  |  |       |       |       |
|  | Llanelli          | Llanelli         | 14               |                  |    | Brive            | Brive            | 26       |  |  |       |       |       |
|  | 09 listopada 1996 |                  |                  |                  |    | Brive            | Brive            | 26       |  |  |       |       |       |
|  |                   |                  | Cardiff          | Cardiff          | 13 |                  |                  |          |  |  |       |       |       |
|  | Cardiff           | Cardiff          | Cardiff          | Cardiff          | 13 | 22               |                  |          |  |  |       |       |       |
|  | Cardiff           | Cardiff          |                  |                  |    | 22               | 25 stycznia 1997 |          |  |  |       |       |       |
|  | Bath              | Bath             | 19               |                  |    |                  |                  |          |  |  |       |       |       |
|  | Bath              | Bath             | 19               |                  |    | Brive            | Brive            | 28       |  |  |       |       |       |
|  | 16 listopada 1996 |                  |                  |                  |    | Brive            | Brive            | 28       |  |  |       |       |       |
|  |                   |                  | Leicester Tigers | Leicester Tigers | 9  |                  |                  |          |  |  |       |       |       |
|  | Leicester Tigers  | Leicester Tigers | Leicester Tigers | Leicester Tigers | 9  | 23               |                  |          |  |  |       |       |       |
|  | Leicester Tigers  | Leicester Tigers | 04 stycznia 1997 |                  |    | 23               |                  |          |  |  |       |       |       |
|  | Harlequins        | Harlequins       | 13               |                  |    |                  |                  |          |  |  |       |       |       |
|  | Harlequins        | Harlequins       | 13               |                  |    | Leicester Tigers | Leicester Tigers | 37       |  |  |       |       |       |
|  | 16 listopada 1996 |                  |                  |                  |    | Leicester Tigers | Leicester Tigers | 37       |  |  |       |       |       |
|  |                   |                  | Tuluza           | Tuluza           | 11 |                  |                  |          |  |  |       |       |       |
|  | Dax               | Dax              | Tuluza           | Tuluza           | 11 | 18               |                  |          |  |  |       |       |       |
|  | Dax               | Dax              |                  |                  |    |                  |                  |          |  |  |       |       |       |
|  | Tuluza            | Tuluza           | 26               |                  |    |                  |                  |          |  |  |       |       |       |
|  | Tuluza            | Tuluza           | 26               |                  |    |                  |                  |          |  |  |       |       |       |

| 17 listopada 199614:45 | Brive                                                                        | 35:14(26:7) | Llanelli                                 | Stade Amédée Domenech, Brive-la-Gaillarde Widzów: 14 000 Sędzia: Brian Campsall |
| 17 listopada 199614:45 | Christophe Lamaison 25 (2pd 7K) David Venditti 5 (P) Thierry Labrousse 5 (P) | 35:14(26:7) | Frano Botica 4 (2pd) Ieuan Evans 10 (2P) | Stade Amédée Domenech, Brive-la-Gaillarde Widzów: 14 000 Sędzia: Brian Campsall |

| 9 listopada 199614:30 | Cardiff                                                         | 22:19(9:6) | Bath                                     | Cardiff Arms Park, Cardiff Widzów: 12 000 Sędzia: Gordon Black |
| 9 listopada 199614:30 | Jonathan Davies 11 (pd 3K) Lee Jarvis 6 (2K) Nigel Walker 5 (P) | 22:19(9:6) | Mike Catt 14 (pd 4K) Nathan Thomas 5 (P) | Cardiff Arms Park, Cardiff Widzów: 12 000 Sędzia: Gordon Black |

| 16 listopada 199615:00 | Leicester Tigers                                | 23:13(3:5) | Harlequins                                              | Welford Road, Leicester Widzów: 10 263 Sędzia: Clayton Thomas |
| 16 listopada 199615:00 | Richard Cockerill 5 (P) Rob Liley 18 (P 2pd 3K) | 23:13(3:5) | Dan Luger 5 (P) Paul Challinor 3 (K) Will Carling 5 (P) | Welford Road, Leicester Widzów: 10 263 Sędzia: Clayton Thomas |

| 16 listopada 199616:00 | Dax                                        | 18:26(18:16) | Tuluza                                                                          | Stade Maurice Boyau, Dax Widzów: 14 000 Sędzia: Patrick Thomas |
| 16 listopada 199616:00 | Richard Dourthe 8 (pd 2K) Ugo Mola 10 (2P) | 18:26(18:16) | Christophe Deylaud 8 (pd 2K) Michel Marfaing 5 (P) Thomas Castaignede 8 (pd 2K) | Stade Maurice Boyau, Dax Widzów: 14 000 Sędzia: Patrick Thomas |

| 5 stycznia 199715:30 | Brive                                                                         | 26:13(26:13) | Cardiff                   | Stade Amédée Domenech, Brive-la-Gaillarde Widzów: 14 000 Sędzia: Brian Stirling |
| 5 stycznia 199715:30 | Christophe Lamaison 16 (2pd 4K) David Venditti 5 (P) Francois Duboisset 5 (P) | 26:13(26:13) | Jonathan Davies 8 (pd 2K) | Stade Amédée Domenech, Brive-la-Gaillarde Widzów: 14 000 Sędzia: Brian Stirling |
| 5 stycznia 199715:30 | Jonathan Humphreys · Jonathan Humphreys                                       | 26:13(26:13) |                           | Stade Amédée Domenech, Brive-la-Gaillarde Widzów: 14 000 Sędzia: Brian Stirling |

| 4 stycznia 199715:05 | Leicester Tigers                                                                                     | 37:11(20:6) | Tuluza                                          | Welford Road, Leicester Widzów: 16 300 Sędzia: Jim Fleming |
| 4 stycznia 199715:05 | Austin Healey 5 (P) Darren Garforth 5 (P) John Liley 12 (3pd 2K) Neil Back 5 (P) Steve Hackney 5 (P) | 37:11(20:6) | Christophe Deylaud 6 (2K) Michel Marfaing 5 (P) | Welford Road, Leicester Widzów: 16 300 Sędzia: Jim Fleming |

| 25 stycznia 199714:30 | Brive                                                                                             | 28:9(8:6) | Leicester Tigers  | Cardiff Arms Park, Cardiff Widzów: 41 664 Sędzia: Derek Bevan |
| 25 stycznia 199714:30 | Christophe Lamaison 8 (pd dg K) Gerald Fabre 5 (P) Sebastien Carrat 10 (2P) Sébastien Viars 5 (P) | 28:9(8:6) | John Liley 9 (3K) | Cardiff Arms Park, Cardiff Widzów: 41 664 Sędzia: Derek Bevan |